# Traryd
Traryd est une localité de Suède dans la commune de Markaryd située dans le comté de Kronoberg.
Sa population était de 773 habitants en 2019.